# Кортадо
Кортадо — напій на основі кави і молока. Готується з еспресо, із подальшим додаванням гарячого молока, в пропорціях 1:1. Подається в скляному посуді об'ємом 150—200 мл. Є також рецепти з додаванням згущеного молока або додаванням згущеного молока і збитих вершків.
Цей напій популярний в Іспанії і Португалії, а також всій Латинській Америці, де його п'ють у другій половині дня. У Каталонії відомий як «Тайат», в Басконії його називають «Ебак», «Пінго» або «Гарото» в Португалії і «Нуазет» у Франції. На Кубі він відомий як «Кортадіто».

## Подібні напої
Кортадо слід відрізняти від італійського макіато, які традиційно готується з невеликою кількістю спіненого молока, але в Америці при приготуванні маккіато часто використовують пропорції 1:1, він відрізняється від кортадо в першу чергу великою кількістю піни. У Португалії є популярний напій, який називається галон, в його приготуванні використовується еспресо і молоко в пропорціях 1:3, але в іншому він схожий на кортадо.